# Birmingham Challenger 1996
Il Birmingham Challenger 1996 è stato un torneo di tennis facente parte della categoria ATP Challenger Series nell'ambito dell'ATP Challenger Series 1996. Il torneo si è giocato a Birmingham negli Stati Uniti dal 22 al 28 aprile 1996 su campi in terra verde.

## Vincitori

### Singolare
Mariano Zabaleta ha battuto in finale  Bill Behrens con il punteggio di 6–4, 6–4

### Doppio
Javier Frana /  Karel Nováček hanno battuto in finale  Matt Lucena /  Dave Randall con il punteggio di 6–3, 6–1